# ヴィクトワール・ド・フランス
マリー・ルイーズ・テレーズ・ヴィクトワール・ド・フランス（Marie-Louise-Thérèse-Victoire de France, 1733年5月11日 - 1799年6月7日）は、フランス王ルイ15世と王妃マリー・レクザンスカの五女。マダム・カトリエーム（Madame Quatrième：4番目の王女の意）と呼ばれ（彼女の誕生した年に次姉が早世したためこう呼ばれた）、成長するとマダム・ヴィクトワール（Madame Victoire）と呼ばれた。「メダム」と呼ばれた王女姉妹の一員であった。

## 生涯

### 修道院にて
ヴィクトワールが生まれたのは次兄フィリップが夭逝したばかりの頃で、王子の死は王子の誕生でしか埋め合わせが出来なかったため、王女であるヴィクトワールの誕生は喜ばれなかった。ヴィクトワールの後にも王女の誕生が続き、ヴィクトワールが4歳となった1737年までに7人の王女が誕生した。
宰相のフルーリー枢機卿は国王ルイ15世に圧力をかけて、王女たちを修道院に入れようとしたが、ルイ15世は娘を溺愛し、「マダム・トロワジエーム」たるアデライードの哀願に屈して彼女を修道院に入れなかった。一方でアデライードより下の娘たち（ヴィクトワール、ソフィー、テレーズ、ルイーズ・マリー）は1738年6月よりフォントヴロー修道院で育てられ、そこで12年間過ごした。ルイ15世と王妃マリー・レクザンスカはこの苦渋の決断を甘受して、王女たちが修道院で暮らす12年間、テレーズが1744年9月に夭逝したときを含めて一度も修道院を訪れなかった。テレーズ・ルイ・ラトゥール（Thérèse Louis Latour）が評するところでは、ルイ15世は娘と一緒にいるときには娘への愛情を示すが、一旦離れると娘たちが記憶から薄れていき、情欲と本能によって行動してしまうところがあり、それがこの行動に表れてしまったという。王妃のほうは度重なる出産により体が弱くなり、夫を愛する気力しか残っていないため、「受け身で冷淡な母」になったと評した。
王女たちはコーチ8台、シェーズ2台と荷馬車20台で13日間かけてフォントヴローに到着した。修道院では院長ロシュシュアール・ド・モルトマール氏（Rochechouart de Mortemart）が王女たちを喜ばせようと思い、自身と女児4名が真っ白な服を着て、笑顔で王女たちを出迎えた。しかし修道女たちにはフランス王女の教育に必要な知識も経験もなく、ヴィクトワールが後年回想したところでは遺体安置所に行かせられたときの恐怖が印象に残ったぐらいだった。王女たちがヴェルサイユ宮殿に戻ったときにも読み書きすらほとんどできず、修道院で上手くなったのは音楽と舞踊ぐらいだった。
1748年、あと少しで15歳になるヴィクトワールは成人に達する年齢を武器に父へ手紙を書き、宮廷に戻ることを懇願した。ルイ15世は逡巡したが、結局デュラス公爵夫人（第3代デュラス公爵ジャン＝バディスト・ド・デュフォールの妻）をフォントヴローにやってヴィクトワールを呼び戻した。ルイ15世と王妃はヴィクトワールとの再会に喜び、ルイ15世が王太子ルイ・フェルディナンとともにソーで出迎えたほどだった。1750年11月には妹ソフィー、ルイーズ・マリーも宮廷に戻ってきた。

### 宮廷にて
このときのヴィクトワールは見た目が美しく、物腰が優美で活発に話し、両親と話すときにも自信に溢れた。やや太っているとされたものの背が高く、その欠点を覆い隠した。その見た目は妹ソフィー、ルイーズ・マリーにはるかに勝るとされた。
宮廷の政治では王妃や王太子とともにカトリック教会を支持し、ウニゲニトゥス（ジャンセニスムを禁止する教皇の回勅）の受け入れが遅れる結果になった。
しかし王太子が王女たちに節約を求め、絵画や音楽を楽しむよう促したにもかかわらず、ヴィクトワールら修道院育ちの王女は豪奢な生活を送り、どのような時間帯でも部屋にモルタデッラ、ラグー、スイーツ、スペインのワインを常備した。その結果、ヴィクトワールの肥満が進んで、美しさを曇らせるほどになり、1761年7月にはついに健康を害して、姉アデライードの同伴でロレーヌにて4か月間休養した。

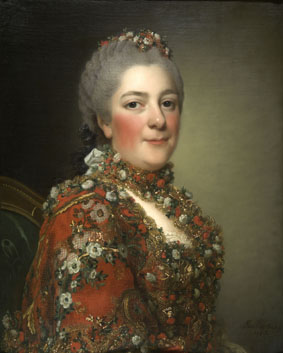
アレクサンドル・ロスランによる肖像画、1765年。

ルイ15世は王女たちの行動を咎めなかったばかりか、決定を下すときに王女たち、特にアデライードに意見を聞くようになり、アデライードが増長して妹たちを見下すようになった。もっとも、アデライード自身もパリ大司教クリストフ・ド・ボーモンの影響を強くを受け、1764年にデュ・バリー夫人が公妾になったことで失脚した。
1774年、ルイ15世が天然痘にかかった。アデライード、ヴィクトワール、ソフィー（ルイーズ・マリーは1770年に修道院に入り、宮廷を出ていた）はすぐさまに父の病室に駆けつけ、天然痘による悪臭のなか父の病室に閉じこもった。看病もむなしく、ルイ15世は病死、王女3人も天然痘にかかった（のちに回復）。
アデライードはまだ回復していないときから再び政治にかかわるようになり、王妃マリー・アントワネットが支持するショワズール公爵やヴィクトワールが支持するマショーを差し置いて自身の支持するモールパ伯爵を首席大臣にすることに成功した。アデライードはその後も政争に明け暮れたが、やがて国王ルイ16世がアデライードらルイ15世の王女にシャトー・ド・ベルヴュへの引退を命じた。ベルヴュは王女たちが母から相続した遺産で1775年にブリンボリオンとともに購入した城だった。その後、1781年10月に王太子ルイ＝ジョゼフが生まれると、アデライードらは今後政治に介入しないことを約束して、宮廷に戻ることを許された。

### フランス革命と客死

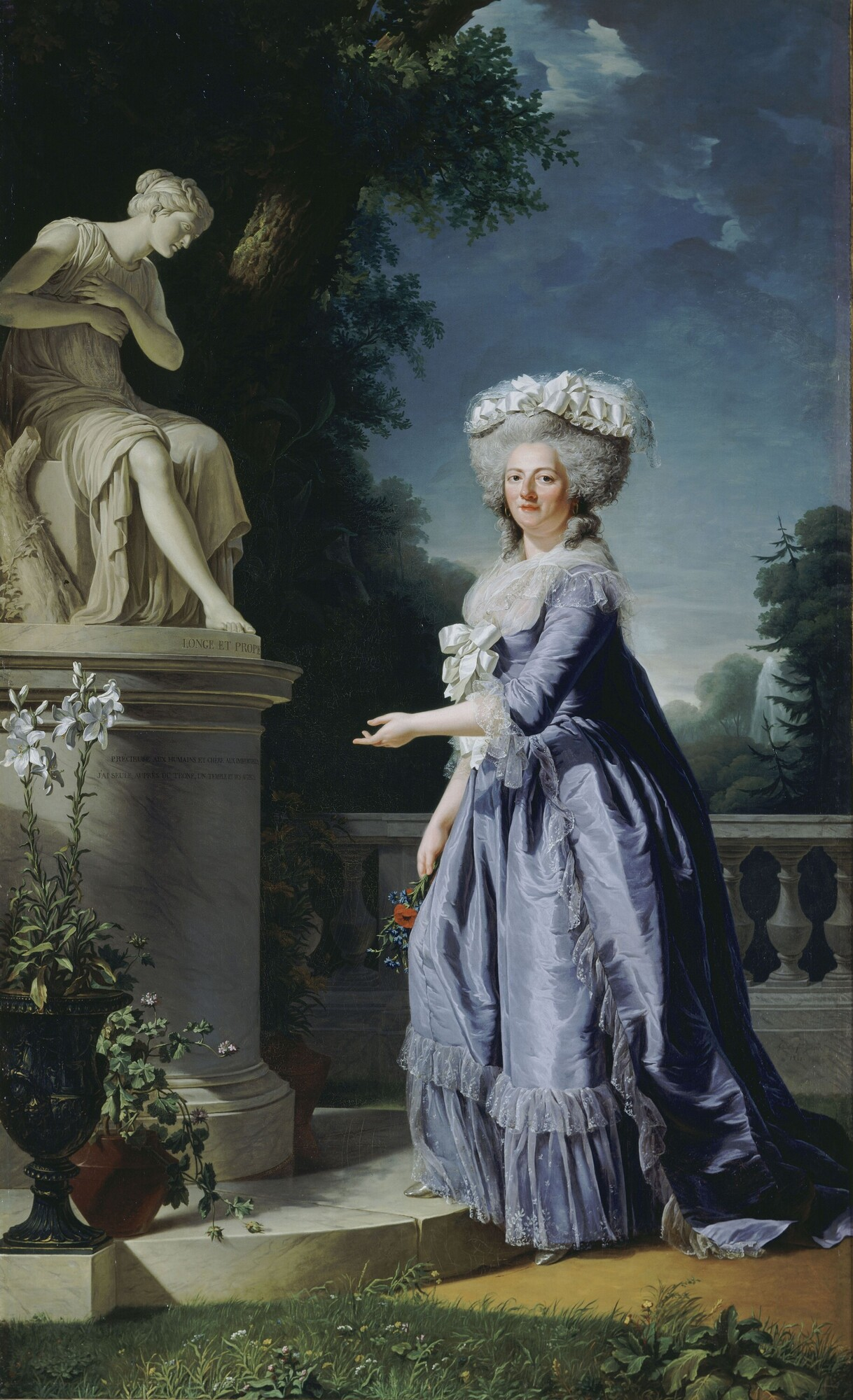
アデライド・ラビーユ＝ギアールによる肖像画、1788年。

1782年にソフィーが、1787年にルイーズ・マリーが死去し、1789年にフランス革命が勃発したときにはアデライードとヴィクトワールのみが存命となっていた。2人は1789年10月のヴェルサイユ行進をみて逃亡を考え、1790年の聖職者民事基本法で逃亡を決意、ルイ16世に逃亡のための文書を用意するよう求めた。
ルイ16世はなんとか文書を用意して、アデライードとヴィクトワールは1791年2月19日の夜にベルヴュから逃亡した。2人の逃亡はフランスの新聞で大きく取り上げられ、厳しく批判された。もっとも、2人は新聞で言われたように巨額の金銭をもって逃亡したわけではなく、コート＝ドール県アルネ＝ル＝デュクで怒った群衆に一時止められたものの、憲法制定国民議会の命令で通行を許可された。その後、2人はサヴォワを経てローマに到着、そこでベルニ枢機卿の歓迎を受けた。
2人はローマから発ってナポリ王国のカゼルタに移り、そこでナポリ王フェルディナンド4世の庇護を受けた。しかしそれも長く続かず、2人はブリンディジへ移り、そこでロシア帝国のフリゲートに乗って東方のコルフ島に移動、続いてより休養に適するトリエステに移動した。このときにはヴィクトワールが重病にかかっており、度重なる移動で病状が悪化していた。結局、ヴィクトワールは到着から1か月も満たない1799年6月に死去した。1人になったアデライードも1800年2月に妹の後を追った。
2人の遺体は、のちに甥ルイ18世によりフランスへ運ばれ、サン＝ドニ大聖堂に葬られた。